# Aleksandr Lyapunov
Aleksandr Mikhailovich Lyapunov (em russo:  Александр Михайлович Ляпунов; Iaroslavl, 6 de junho de 1857 (25 de maio no calendário juliano) — Odessa, 3 de novembro de 1918) foi um matemático e físico russo. Era filho do astrônomo Mikhail Lyapunov e irmão do pianista e compositor Sergei Lyapunov.
Lyapunov é conhecido por seu desenvolvimento da teoria da estabilidade de sistemas dinâmicos, bem como por suas diversas contribuições à física matemática e teoria das probabilidades.

## Trabalho
Lyapunov contribuiu para vários campos, incluindo equações diferenciais, teoria do potencial, sistemas dinâmicos e teoria da probabilidade. Suas principais preocupações eram a estabilidade dos equilíbrios e o movimento dos sistemas mecânicos, especialmente massas fluidas rotativas, e o estudo de partículas sob a influência da gravidade. Seu trabalho no campo da física matemática considerou o problema do valor limite da equação de Laplace. Na teoria do potencial, seu trabalho de 1897 Sobre algumas questões ligadas ao problema de Dirichlet esclareceu vários aspectos importantes da teoria. Seu trabalho neste campo está em estreita conexão com o trabalho de Steklov. Lyapunov desenvolveu muitos métodos de aproximação importantes. Seus métodos, que ele desenvolveu em 1899, permitem definir a estabilidade de conjuntos de equações diferenciais ordinárias. Ele criou a teoria moderna da estabilidade de um sistema dinâmico. Na teoria da probabilidade, ele generalizou os trabalhos de Chebyshev e Markov, e provou o Teorema do Limite Central sob condições mais gerais do que seus antecessores. O método de funções características que ele usou para a prova mais tarde encontrou amplo uso na teoria da probabilidade.
Como muitos matemáticos, Lyapunov preferia trabalhar sozinho e se comunicava principalmente com poucos colegas e parentes próximos. Ele geralmente trabalhava até tarde, quatro a cinco horas à noite, às vezes a noite toda. Uma ou duas vezes por ano ia ao teatro, ou ia a algum concerto. Teve muitos alunos. Foi membro honorário de muitas universidades, membro honorário da academia de Roma e membro correspondente da Academia de Ciências de Paris.
O impacto de Lyapunov foi significativo, e os seguintes conceitos matemáticos são nomeados em sua homenagem:
- Equação de Lyapunov
- Expoente de Lyapunov
- Função de Lyapunov
- Fractal de Lyapunov
- Estabilidade de Lyapunov
- Teorema do limite central de Lyapunov
- Vetor de Lyapunov

## Publicações selecionadas
- 1884, On the stability of ellipsoidal figures of equilibrium of a rotating fluid (in Russian) Published in Bulletin Astronomique 1885
- 1892, A.M. Lyapunov, The general problem of the stability of motion. 1892. Kharkov Mathematical Society, Kharkov, 251p. (in Russian)
- 1897, Sur certaines questions qui se rattachent au problème de Dirichlet
- 1901, Nouvelle forme du théorème sur la limite de probabilité
- 1901, Sur un théorème du calcul des probabilités
- 1902, Sur une série dans la théorie des équations différentielles linéaires du second ordre à coefficients périodiques
- 1903, Recherches dans la théorie de la figure des corps célestes
- 1904, Sur l'équation de Clairaut et les équations plus générales de la théorie de la figure des planètes